# بيري ميلر (مؤرخ)
بيري ميلر (بالإنجليزية: Perry Miller)‏ هو مؤرخ أمريكي، ولد في 25 فبراير 1905 في شيكاغو في الولايات المتحدة، وتوفي في 9 ديسمبر 1963 في كامبريدج في الولايات المتحدة.

## وصلات خارجية
- بيري ميلر على موقع إن إن دي بي (الإنجليزية)